# Olof Nilsson i Brattby
Olof Nilsson (i riksdagen kallad Nilsson i Brattby), född 5 juni 1805 i Umeå landsförsamling, död där 24 december 1874, var en svensk lantbrukare och politiker.
Olof Nilsson företrädde bondeståndet i Västerbottens södra domsaga vid ståndsriksdagarna 1844/45, 1859/60, 1862/63 och 1865/66. Han var också riksdagsledamot i andra kammaren 1867–1869 samt 1873–1874 för Umeå tingslags valkrets. I andra kammaren tillhörde han lantmannapartiet.